# Éguelshardt
Éguelshardt (fràncic lorenès Egelshardt) és un municipi francès situat al departament del Mosel·la i a la regió del Gran Est. L'any 2007 tenia 433 habitants.

## Demografia

### Població
El 2007 la població de fet d'Éguelshardt era de 433 persones. Hi havia 151 famílies, de les quals 20 eren unipersonals (8 homes vivint sols i 12 dones vivint soles), 67 parelles sense fills, 56 parelles amb fills i 8 famílies monoparentals amb fills.
La població ha evolucionat segons el següent gràfic:
Habitants censats

### Habitatges
El 2007 hi havia 222 habitatges, 152 eren l'habitatge principal de la família, 62 eren segones residències i 8 estaven desocupats. 215 eren cases i 7 eren apartaments. Dels 152 habitatges principals, 128 estaven ocupats pels seus propietaris, 20 estaven llogats i ocupats pels llogaters i 4 estaven cedits a títol gratuït; 1 tenia dues cambres, 16 en tenien tres, 31 en tenien quatre i 104 en tenien cinc o més. 144 habitatges disposaven pel capbaix d'una plaça de pàrquing. A 49 habitatges hi havia un automòbil i a 98 n'hi havia dos o més.

### Piràmide de població
La piràmide de població per edats i sexe el 2009 era:
| Homes | Edats   | Dones |
| ----- | ------- | ----- |
| 0     | 95 o +  | 0     |
| 0     | 90 a 94 | 0     |
| 0     | 85 a 89 | 0     |
| 0     | 80 a 84 | 4     |
| 0     | 75 a 79 | 20    |
| 12    | 70 a 74 | 12    |
| 8     | 65 a 69 | 4     |
| 12    | 60 a 64 | 12    |
| 4     | 55 a 59 | 4     |
| 8     | 50 a 54 | 12    |
| 24    | 45 a 49 | 12    |
| 16    | 40 a 44 | 16    |
| 20    | 35 a 39 | 12    |
| 12    | 30 a 34 | 12    |
| 8     | 25 a 29 | 8     |
| 4     | 20 a 24 | 12    |
| 32    | 15 a 19 | 16    |
| 20    | 10 a 14 | 12    |
| 24    | 5 a 9   | 16    |
| 8     | 0 a 4   | 12    |

## Economia
El 2007 la població en edat de treballar era de 286 persones, 197 eren actives i 89 eren inactives. De les 197 persones actives 178 estaven ocupades (105 homes i 73 dones) i 19 estaven aturades (4 homes i 15 dones). De les 89 persones inactives 25 estaven jubilades, 29 estaven estudiant i 35 estaven classificades com a «altres inactius».

### Ingressos
El 2009 a Éguelshardt hi havia 163 unitats fiscals que integraven 434 persones, la mediana anual d'ingressos fiscals per persona era de 17.555 €.

### Activitats econòmiques
Dels 9 establiments que hi havia el 2007, 1 era d'una empresa alimentària, 1 d'una empresa de fabricació d'altres productes industrials, 1 d'una empresa de construcció, 4 d'empreses de comerç i reparació d'automòbils i 2 d'empreses d'hostatgeria i restauració.
Dels 3 establiments de servei als particulars que hi havia el 2009, 1 era una lampisteria i 2 restaurants.
L'únic establiment comercial que hi havia el 2009 era una fleca.
L'any 2000 a Éguelshardt hi havia 6 explotacions agrícoles.

## Equipaments sanitaris i escolars
El 2009 hi havia 2 escoles elementals. Éguelshardt disposava d'un liceu d'ensenyament general amb 118 alumnes.

## Poblacions més properes
El següent diagrama mostra les poblacions més properes.